# أولاد إدريس (برادية)
أولاد إدريس هي إحدى مشيخات المملكة المغربية، تتبع جغرافيا لإقليم الفقيه بن صالح وإداريًا لبرادية. يقدر عدد سكانها بـ 11936 نسمة حسب الإحصاء الرسمي للسكان والسكنى لسنة 2004.